# Loing
Pour les articles homonymes, voir Loing (homonymie).
Le Loing est une rivière de France, affluent gauche de la Seine, dont le cours long de 143 km traverse les départements de l'Yonne, du Loiret et de Seine-et-Marne.

## Géographie
Il prend sa source à Treigny-Perreuse-Sainte-Colombe et arrose la Puisaye et le Gâtinais (dont il constitue en quelque sorte « l'épine dorsale »), passant à Saint-Fargeau, Châtillon-Coligny, Montargis, Nemours et Moret-Loing-et-Orvanne (peu avant son confluent avec la Seine).
Jean-Baptiste d’Omalius émit en 1828 l’hypothèse selon laquelle des changements importants dans le cours de la Loire auraient pu survenir dans la région de Gien faisant du Loing le lit de l'ancien tracé de la Loire pour rejoindre la Seine. À une époque difficile à déterminer, un accident géologique a provoqué le déplacement vers l'ouest et l'océan du cours du fleuve. Le Loing d'aujourd'hui représente donc le vestige de ce parcours primitif.
Le cours du Loing est resté navigable jusqu'au règne de Louis XV, vers le milieu du XVIIIe siècle, assurant la subsistance de centaines de familles (voituriers par eau, mariniers, flotteurs, viticulteurs, chargeurs) tout au long de son cours. Les principales marchandises transportées étaient : textiles, sous-produits de la vigne (vin, vinaigre) et de la forêt (bois, fruits).
L'irrégularité du débit du Loing (aujourd'hui oubliée en raison de la construction de nombreux bassins de retenue) a très tôt conduit à la canalisation de son cours, puis à son doublage par des ouvrages d'art : le canal de Briare, au début du XVIIe siècle, quittant la Loire à Briare pour rejoindre le Loing à Rogny et suivant son cours jusqu'à sa jonction, peu après Montargis, avec le canal d'Orléans (aujourd'hui désaffecté) et le canal du Loing (construit dans les années 1720, et qui prend le relais pour suivre la rivière jusqu'à son confluent avec la Seine, en limite des communes de Saint-Mammès et Moret-Loing-et-Orvanne).

## Communes traversées
Dans les trois départements suivants, le Loing traverse trente-huit communes :
Dans l'Yonne
Treigny-Perreuse-Sainte-Colombe ~ Saint-Sauveur-en-Puisaye ~ Moutiers-en-Puisaye ~ Saint-Fargeau ~ Saint-Martin-des-Champs ~ Saint-Privé ~ Bléneau ~ Rogny-les-Sept-Écluses
Dans le Loiret
Dammarie-sur-Loing ~ Sainte-Geneviève-des-Bois ~ Châtillon-Coligny ~ Montbouy ~ Gy-les-Nonains ~ Montcresson ~ Conflans-sur-Loing ~ Amilly ~ Montargis ~ Châlette-sur-Loing ~ Cepoy ~ Girolles ~ Fontenay-sur-Loing ~ Nargis ~ Dordives
En Seine-et-Marne
Château-Landon ~ Souppes-sur-Loing ~ La Madeleine-sur-Loing ~ Bagneaux-sur-Loing ~ Nemours ~ Saint-Pierre-lès-Nemours ~ Darvault ~ Montcourt-Fromonville ~ Grez-sur-Loing ~ Bourron-Marlotte ~ La Genevraye ~ Montigny-sur-Loing ~ Moret-Loing-et-Orvanne ~ Saint-Mammès ~ Champagne-sur-Seine.

### Toponymes
Le Loing a donné son hydronyme aux onze communes suivantes de Sainte-Colombe-sur-Loing, Dammarie-sur-Loing, Conflans-sur-Loing, Châlette-sur-Loing, Fontenay-sur-Loing, Souppes-sur-Loing, La Madeleine-sur-Loing, Bagneaux-sur-Loing, Grez-sur-Loing, Montigny-sur-Loing et Moret-sur-Loing.

### Bassin versant
Le Loing traverse dix-sept zones hydrographiques (parcellaire d'un bassin hydrographique) pour 4 182 km2 de superficie totale. Ce bassin versant est constitué à 72,43 % de « territoires agricoles », à 23,39 % de « forêts et milieux semi-naturels », à 3,76 % de « territoires artificialisés », à 0,37 % de « surfaces en eau », à 0,05 % de « zones humides ».

### Organisme gestionnaire
L'Organisme gestionnaire est le SIVLO ou Syndicat Mmxte de la vallée du Loing , créé le 23 mai 1950, et sis à Montargis.

## Étymologie
La forme la plus anciennement attestée est Lupa au VIIe siècle (Dictionnaire Topographique de L'Yonne) à rapprocher du latin Lupia (« Lippe »). En 1227 on trouve la graphie Louain. A. Dauzat a proposé une forme gauloise *lok- ou *low- (Revue Internationale d'Onomastique, 1954).
Il est possible de rapprocher le nom de la rivière d'un terme gaulois signifiant « la bête ». Breton moderne loen : « bête », « monture », gallois moderne llwyn.
Une autre explication le rattache à l'ancien français leu (loup), hypothèse étayée par l'existence à Moret du prieuré du Pont-Loup. On a donc pensé à « louve » comme sens premier. Mais on peut se demander pourquoi des rivières paisibles se nommeraient « louve ».

## Affluents

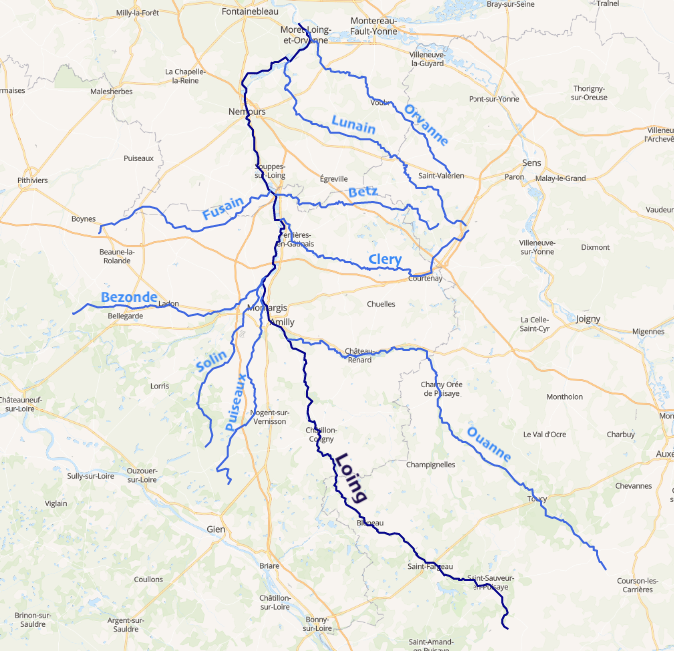
Le Loing et ses affluents de plus de 20 km (carte interactive).

Le Loing est rejoint par les affluents suivants, en descendant son cours depuis sa source.
| Cours d'eau                 | Source                   | Confluent               | Rive   |
| --------------------------- | ------------------------ | ----------------------- | ------ |
| Bourdon                     | Treigny                  | Saint-Fargeau           | Gauche |
| Ru des Perches              | Saint-Martin-des-Champs  | Saint-Martin-des-Champs | Droite |
| Chasserelle                 | Septfonds, Saint-Fargeau | Bléneau                 | Droite |
| Beaune                      | Saint-Privé              | Rogny-les-Sept-Écluses  | Droite |
| Milleron                    | Aillant-sur-Milleron     | Châtillon-Coligny       | Droite |
| Ru Simon                    | Aillant-sur-Milleron     | Montbouy                | Droite |
| Aveyron                     | Champcevrais             | Montbouy                | Droite |
| Ouanne                      | Ouanne                   | Conflans-sur-Loing      | Droite |
| Galissone                   | Saint-Germain-des-Prés   | Amilly                  | Droite |
| Puiseaux                    | Les Choux                | Montargis               | Gauche |
| Solin                       | Le Moulinet-sur-Solin    | Châlette-sur-Loing      | Gauche |
| Bezonde                     | Nesploy                  | Châlette-sur-Loing      | Gauche |
| Ruisseau de la Cressonniere | Fontenay-sur-Loing       | Fontenay-sur-Loing      | Droite |
| Cléry                       | Saint-Loup-d'Ordon       | Fontenay-sur-Loing      | Droite |
| Betz                        | Domats                   | Dordives                | Droite |
| Fusain                      | Batilly-en-Gâtinais      | Château-Landon          | Gauche |
| Ru de Morion                | Souppes-sur-Loing        | Souppes-sur-Loing       | Droite |
| Lunain                      | Égriselles-le-Bocage     | Épisy                   | Droite |
| Orvanne                     | Saint-Valérien           | Moret-sur-Loing         | Droite |

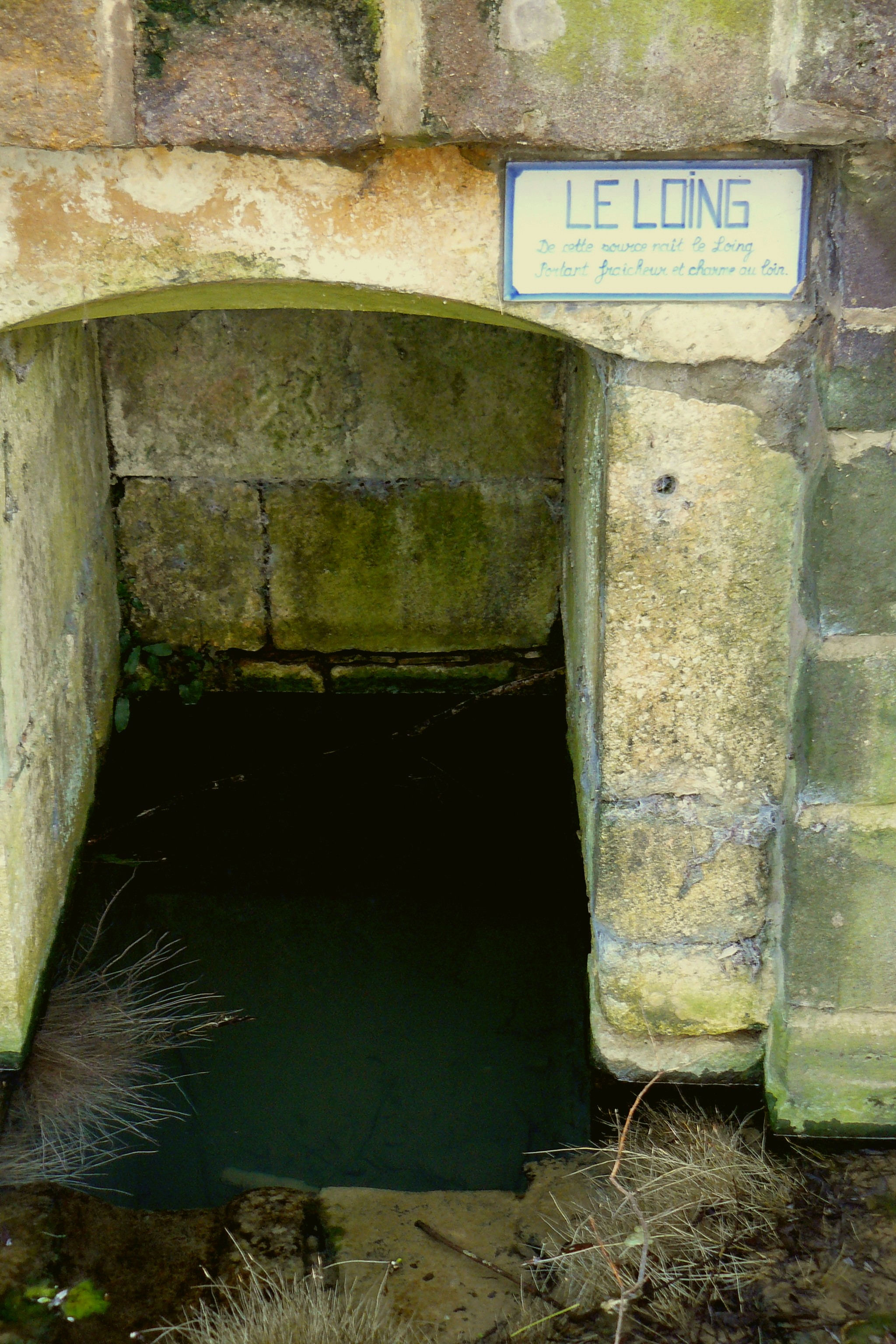
La source du Loing à Sainte-Colombe-sur-Loing.
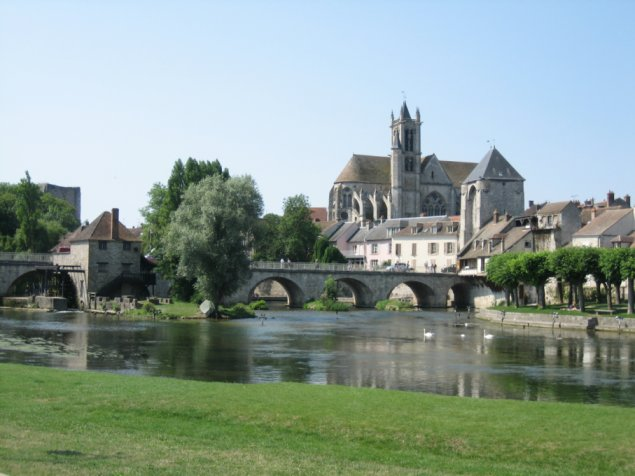
Le Loing à Moret-sur-Loing.
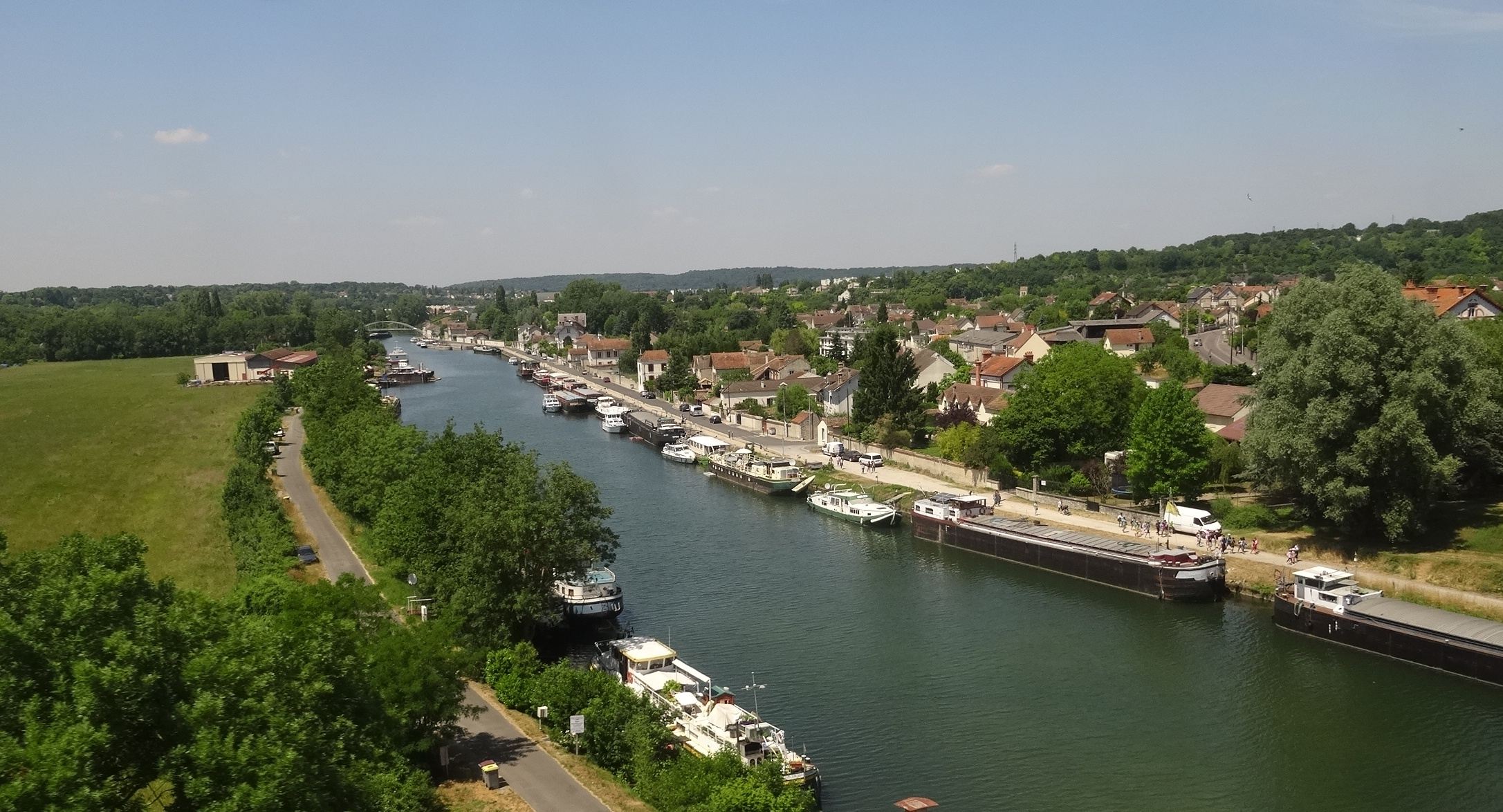
Le Loing à Saint-Mammès.

## Hydrologie

### Le Loing à Épisy
Le débit du Loing a été observé sur une période de 60 ans entre 1949 et 2008, à Épisy, localité du département de Seine-et-Marne située à environ 10 km de son confluent avec la Seine. Le bassin versant de la rivière y est de 3 900 km2 sur un total de 4 182 km2. Les chiffres suivants portent donc sur 94 % du bassin versant total (en fait seules manquent les données du bassin de l'Orvanne).
Le débit moyen inter-annuel ou module du Loing à cet endroit est de 18,3 m3/s.
La rivière présente de fortes fluctuations saisonnières de débit, typiques des rivières du sud du bassin de la Seine, et que l'on retrouve aussi dans le bassin de l'Yonne (Yonne, Armançon) mais avec un écoulement nettement moindre pour le Loing et ses affluents, ceci en raison de précipitations très atténuées. Les hautes eaux se produisent le plus souvent en hiver, et portent le débit mensuel moyen à un niveau de 23 à 33,3 m3/s, de décembre à avril inclus (avec un maximum en février), et les basses eaux en été, de juillet à octobre, avec une baisse du débit moyen mensuel jusqu'au niveau de 8,00 et 7,97 m3/s aux mois d'août et de septembre, ce qui reste confortable. Mais ces moyennes mensuelles cachent des variations bien plus importantes sur de courtes périodes.

### Étiage ou basses eaux
Aux étiages, le VCN3 peut chuter jusque 3,2 m3/s, en cas de période quinquennale sèche, ce qui reste assez élevé. 

### Crues
Ce sont surtout les crues qui peuvent être importantes et qui sont assez fréquentes. Le QIX 2 et le QIX 5 valent respectivement 99 et 150 m3/s. Le QIX 10 est de 190 m3/s. Quant aux QIX 20 et QIX 50, ils se montent respectivement à 220 et 270 m3/s.
Le débit instantané maximal enregistré a été de 315 m3/s le 11 janvier 1982, tandis que la valeur moyenne journalière maximale était de 296 m3/s à la même date. D'où l'on doit conclure que la crue de janvier 1982, dont mention a été faite plus haut, était d'un niveau plus élevé que cinquantennal, peut-être centennal, en tous les cas assez exceptionnel.
À titre de comparaison, le QIX 10 de l'Eure à Cailly-sur-Eure vaut 90 m3/s pour un bassin de 4 598 km2, tandis que son QIX 50 est de 120 m3/s. Le QIX 10 comme le QIX 50 du bassin du Loing sont de plus du double de ceux de l'Eure, alors que le bassin versant de ce dernier est un peu plus vaste et que les deux bassins sont relativement proches l'un de l'autre.

#### Crue 2016
Du 30 mai au 2 juin 2016, à la suite d’un épisode de pluies exceptionnelles sur le bassin parisien, le Loing connaît, comme tous les affluents du sud du bassin de la Seine, un épisode de crue exceptionnelle. La crue du Loing est qualifiée d’« historique » par le service de prévention des crues Seine moyenne – Yonne – Loing : les niveaux relevés sont supérieurs à ceux maximum auparavant connus de la crue de 1910 et entraînent notamment l’inondation de plusieurs villes dont Montargis, Chalette sur Loing, Nemours, Souppes-sur-Loing et Moret-sur-Loing, d’une partie des routes du Loiret et de Seine-et-Marne, et le placement de ces deux départements en vigilance météorologique rouge pour plus de quarante-huit heures. Le village de Montigny-sur-Loing a  également été très fortement touché puisque le Loing est monté jusqu'au cœur du village et a sinistré de nombreuses maisons.

### Lame d'eau et débit spécifique
La lame d'eau écoulée dans le bassin du Loing est de 148 mm annuellement  ce qui est très inférieur à la moyenne d'ensemble de la France (320 mm/an), et aussi à la moyenne de la totalité du bassin versant de la Seine (245 mm/an). Le débit spécifique (ou Qsp) se monte à 4,7 litres par seconde et par kilomètre carré de bassin.

### Débits des cours d'eau du bassin du Loing
| Nom       | Localité             | Débits (en m3/s) | Débits (en m3/s) | Débits (en m3/s) | Débits (en m3/s) | Débits (en m3/s) | Débits (en m3/s) | Débits (en m3/s) | Côte max(m) | Max. instant. | Max. journ. | Lame d'eau (mm) | Surface (km2) |
| Nom       | Localité             | Module           | VCN3 (étiage)    | QIX 2            | QIX 5            | QIX 10           | QIX 20           | QIX 50           | Côte max(m) | Max. instant. | Max. journ. | Lame d'eau (mm) | Surface (km2) |
| --------- | -------------------- | ---------------- | ---------------- | ---------------- | ---------------- | ---------------- | ---------------- | ---------------- | ----------- | ------------- | ----------- | --------------- | ------------- |
| Loing     | Montbouy             | 1,95             | 0,023            | 17               | 27               | 33               | 40               | 48               | 1,48        | 60            | 35,9        | 151             | 409           |
| Aveyron   | Chapelle/Aveyron     | 0,494            | 0,020            | 10               | 16               | 20               | 24               | 28               | 1,67        | 34            | 22,6        | 158             | 99            |
| Ouanne    | Gy-les-Nonains       | 4,79             | 0,510            | 46               | 75               | 95               | 110              | 140              | 1,99        | 137           | 103         | 172             | 883           |
| Loing     | Châlette-sur-Loing   | 12,40            | 0,880            | 92               | 140              | 180              | 210              | 260              | 2,35        | 292           | 235         | 170             | 2 300         |
| Vernisson | Nogent-sur-Vernisson | 0,217            | 0,001            | 2,6              | 4,2              | 5,2              | 6,3              | -                | 1,40        | 6,4           | 4,5         | 102             | 67.5          |
| Puiseaux  | St-Hilaire/Puiseaux  | 0,464            | 0,001            | 4                | 6,7              | 8,4              | 10               | 12               | 1,55        | 11,4          | 8,1         | 156             | 94            |
| Bézonde   | Pannes               | 1,48             | 0,021            | 18               | 28               | 35               | 42               | 50               | 2,76        | 53,6          | 42,1        | 138             | 339           |
| Cléry     | Ferrières            | 1,45             | 0,450            | -                | -                | -                | -                | -                | 1,59        | 20,5          | 16,5        | 170             | 270           |
| Betz      | Bransles             | 0,66             | 0,040            | 7,1              | 12               | 15               | 18               | -                | 1,29        | 19            | 10,3        | 133             | 157           |
| Fusain    | Courtempierre        | 1,34             | 0,084            | 9,5              | 13               | 16               | 19               | -                | -           | 16,6          | 15,6        | 113             | 375           |
| Lunain    | Épisy                | 0,71             | 0,120            | 3,2              | 5                | 6,3              | 7,5              | 9,1              | 1,26        | 12,1          | 8,9         | 89              | 252           |
| Loing     | Épisy                | 18,30            | 3,200            | 98               | 150              | 190              | 220              | 270              | 3,47        | 315           | 296         | 149             | 3 900         |

### Alimentation en eau de Paris - L'aqueduc du Loing et du Lunain

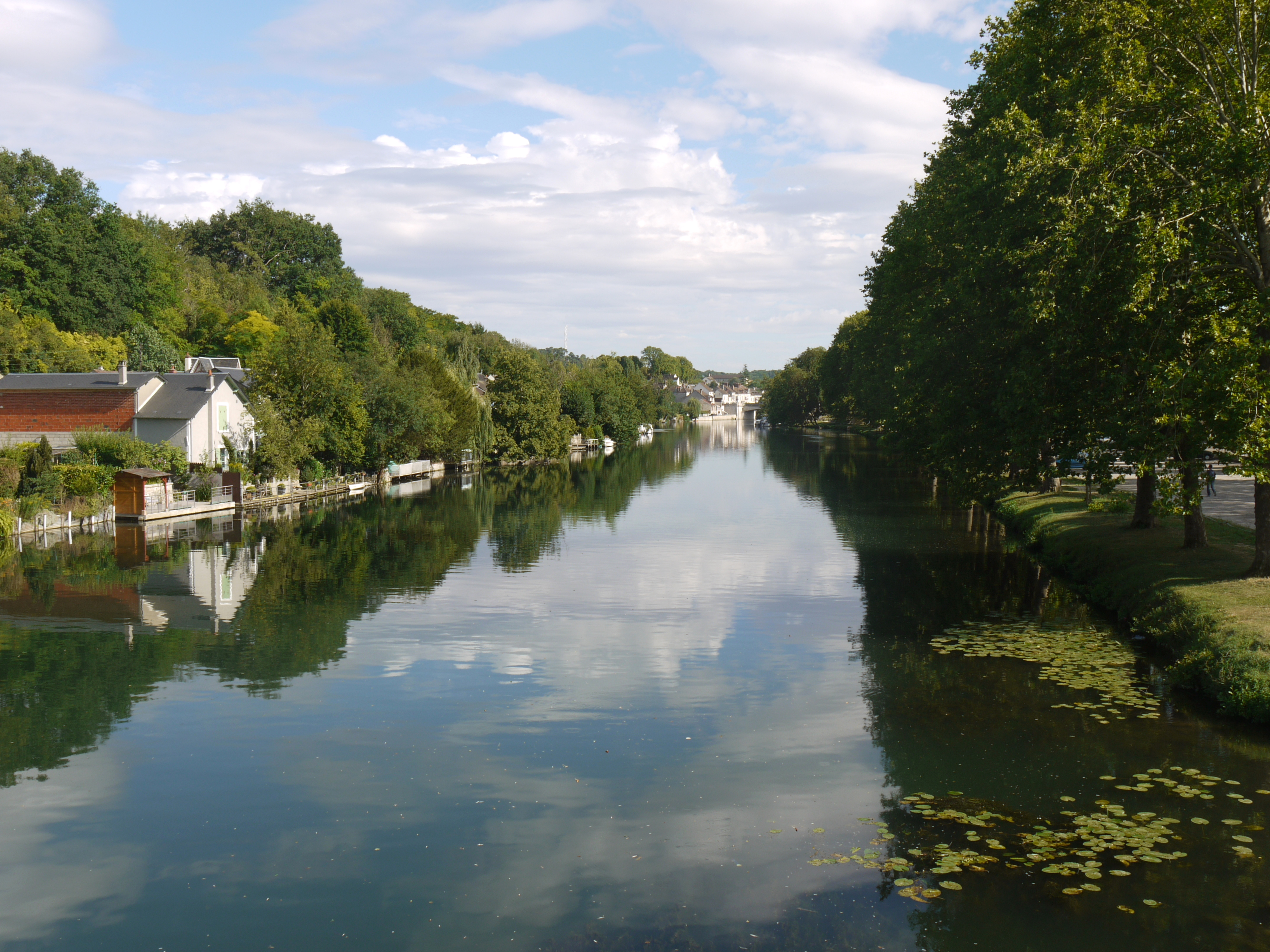
Le Loing à Nemours.

Une partie des eaux de certains affluents du Loing alimente la ville de Paris en eau potable. Cette eau est transférée à Paris par l'aqueduc du Loing et du Lunain, qui complète l'aqueduc de la Vanne.
Cet aqueduc suit en partie le trajet de l'aqueduc de la Vanne. Ce dernier est rejoint par l'aqueduc du Loing et du Lunain en forêt de Fontainebleau, au niveau du quartier de la Croix du Grand-Maître, à moins de deux kilomètres au sud-est d'Avon. Les eaux sont hissées par l'usine élévatoire de Sorques à Montigny-sur-Loing, elle-même approvisionnée en énergie par une chute du Loing. Les eaux sont ainsi amenées à la cote 92 mètres, après quoi elles se dirigent plein nord à travers la forêt. Les deux aqueducs sont ensuite parallèles jusque Paris.
Mais l'aqueduc du Loing ayant été construit au début du XXe siècle n'a pas du tout la même allure que celui de la Vanne, son aîné. Il est le plus souvent enterré. À Cachan où il passe comme l'aqueduc de la Vanne en direction du réservoir de Montsouris, il traverse la vallée de la Bièvre par un pont-siphon à plusieurs paliers, situé plus au sud que le célèbre pont-aqueduc de la Vanne. 
Les eaux ainsi transportées sont celles des sources de Chaintreauville (236 à 248 litres par seconde) et de la Joie à Saint-Pierre-lès-Nemours, de Villemer (33 à 76 litres par seconde), de Saint-Thomas (60 litres par seconde), des Bignons et du Sel à Bourron. Ensemble ces sources procurent environ 51 000 m3 par jour en moyenne, c'est-à-dire 390 litres par seconde.

## Activités économiques

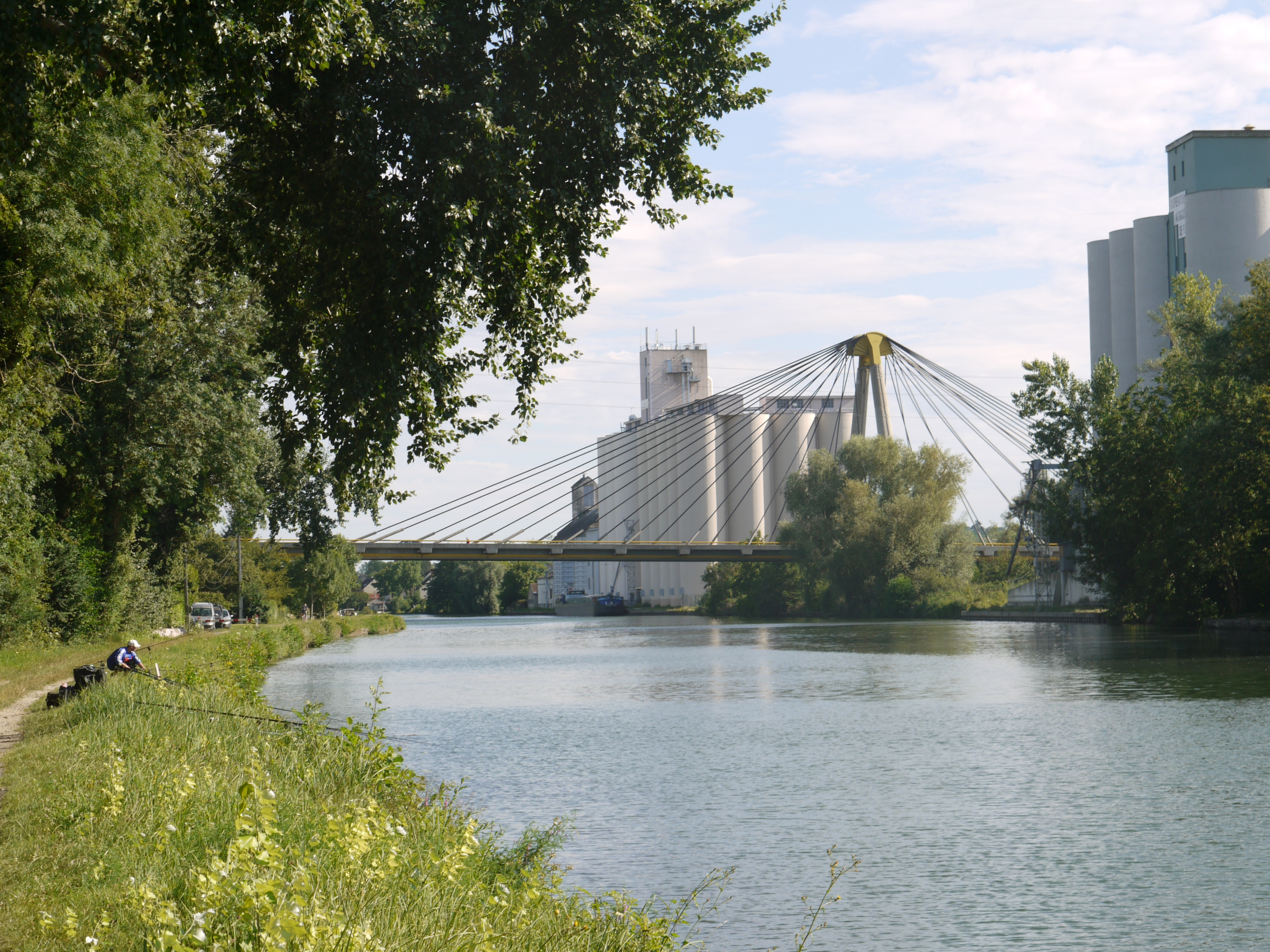
Silos à céréales sur une des deux sections du Loing communes avec le canal du Loing près de Nemours.

Bien qu'étant un pâle reflet des activités meunières du passé (le cours du Loing était accompagné de très nombreux moulins), la minoterie n'a pas tout à fait disparu de ses rives. En témoigne la persistance du moulin de Cepoy, dont une pierre meulière daterait, selon les affirmations d'un érudit local, de l'époque romaine[réf. nécessaire].

## Histoire
Lors de la bataille de France (1940), le préfet Langeron fait évacuer une partie des archives de la préfecture de police de Paris par péniches à vapeur. L'une d'elles emprunte la Seine, puis le Loing, où elle se retrouve bloquée. Pour éviter que les archives issues du service des Étrangers et des Renseignements généraux tombent aux mains de la Wehrmacht, une des deux péniches est sabordée. L'autre va jusqu'à Roanne.

## Sites touristiques
De nombreux sites touristiques jalonnent le Loing et ses environs dont :
- le Pays de Puisaye avec les villages et sites de Sainte-Colombe-sur-Loing, Saint-Sauveur-en-Puisaye, le chantier médiévial de Guédelon, le château de Saint-Fargeau et le lac du Bourdon, Bléneau et les sept écluses de Rogny-les-Sept-Écluses ;
- dans le sud du Gâtinais : le château de Châtillon-Coligny, les ruines gallo-romaine de Montbouy ;
- dans le centre du Gâtinais : les villes et villages de Montargis, Ferrières-en-Gâtinais et Dordives ;
- dans le nord du Gâtinais : les villes et villages de Château-Landon, Nemours et Moret-sur-Loing.

## Tableaux
De nombreux peintres ont représenté le Loing (voir aussi Moret-sur-Loing). Parmi eux : 
- Alfred Sisley : Rives du Loing, effets d'automne (1881) ; Pont de Moret l'été (1888) ; Le long du Loing près de Moret (1892) ;
- William Lamb Picknell : Rives du Loing (entre 1894 et 1897) ; Matin sur le Loing à Moret (vers 1895).

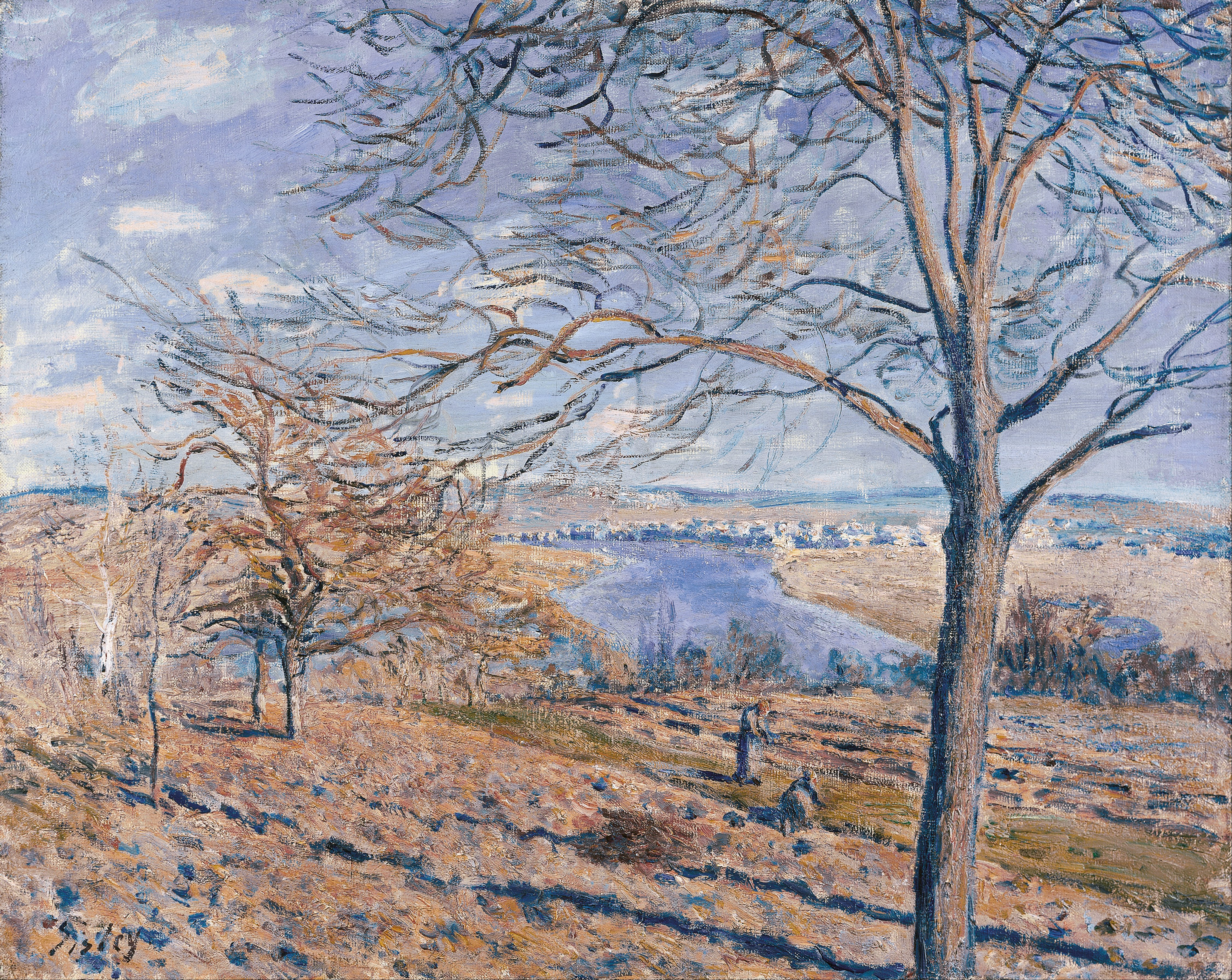
Alfred Sisley : Rives du Loing, effets d'automne (1881).
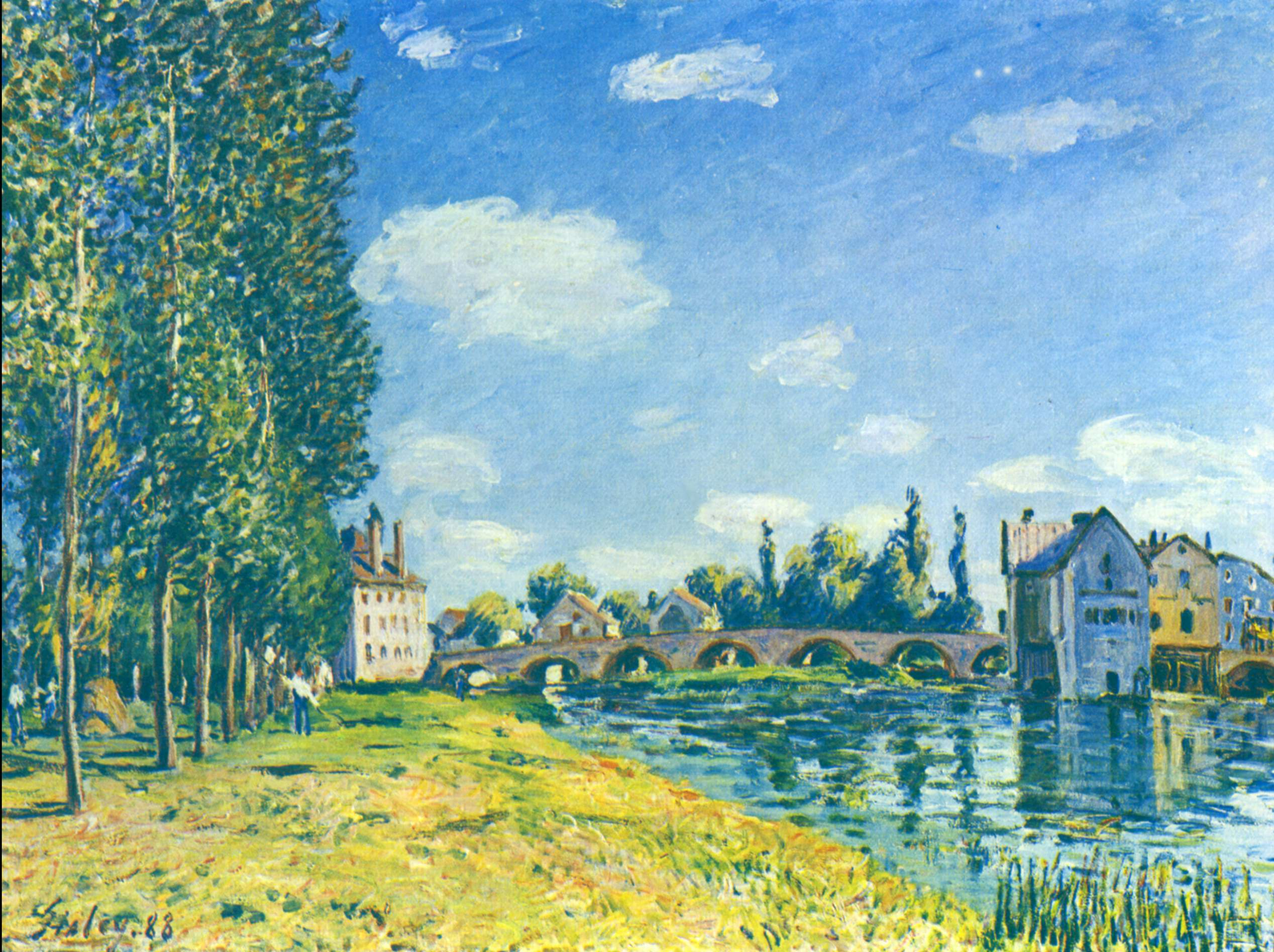
Alfred Sisley : Pont de Moret l'été (1888).
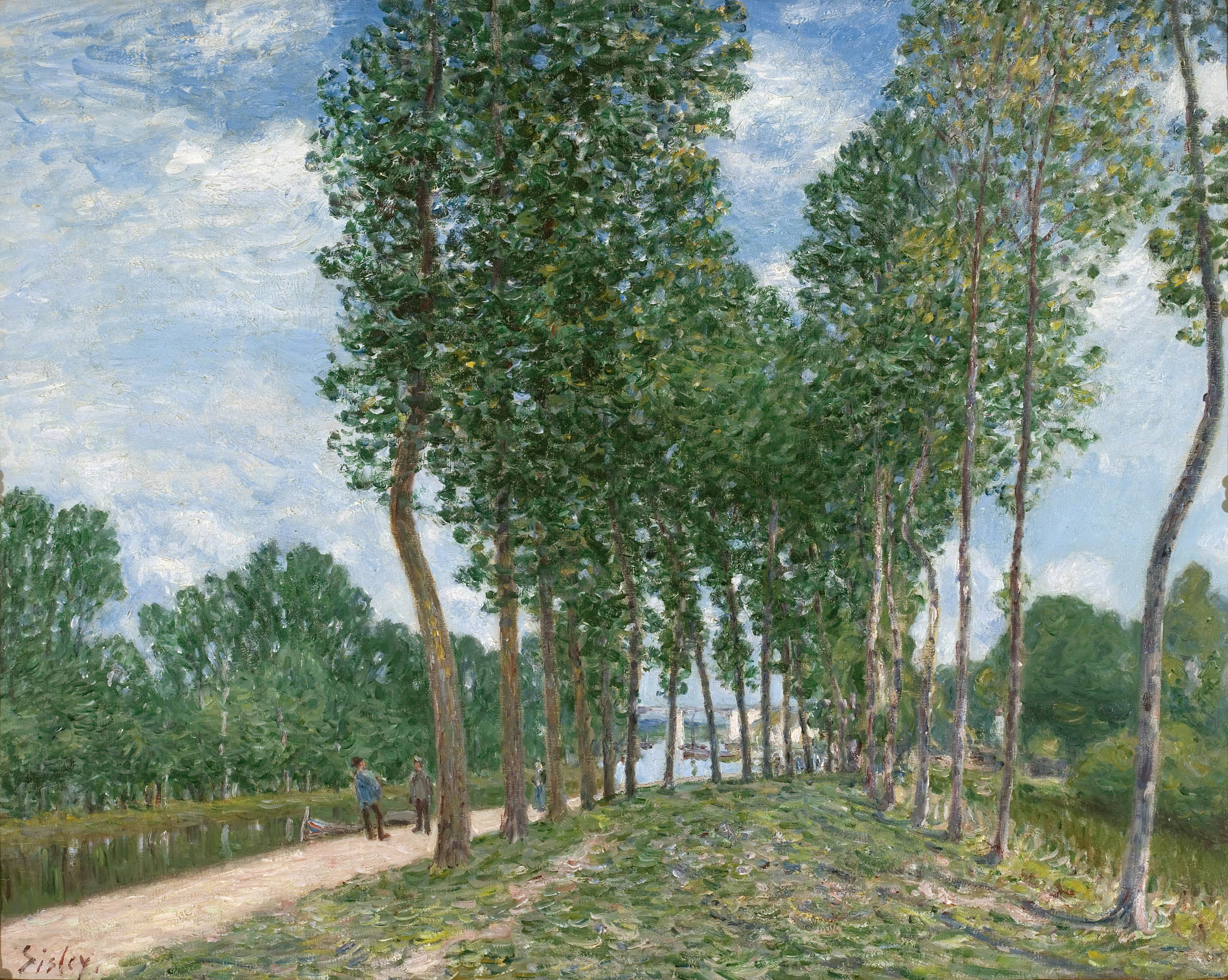
Alfred Sisley : Le long du Loing près de Moret (1892).
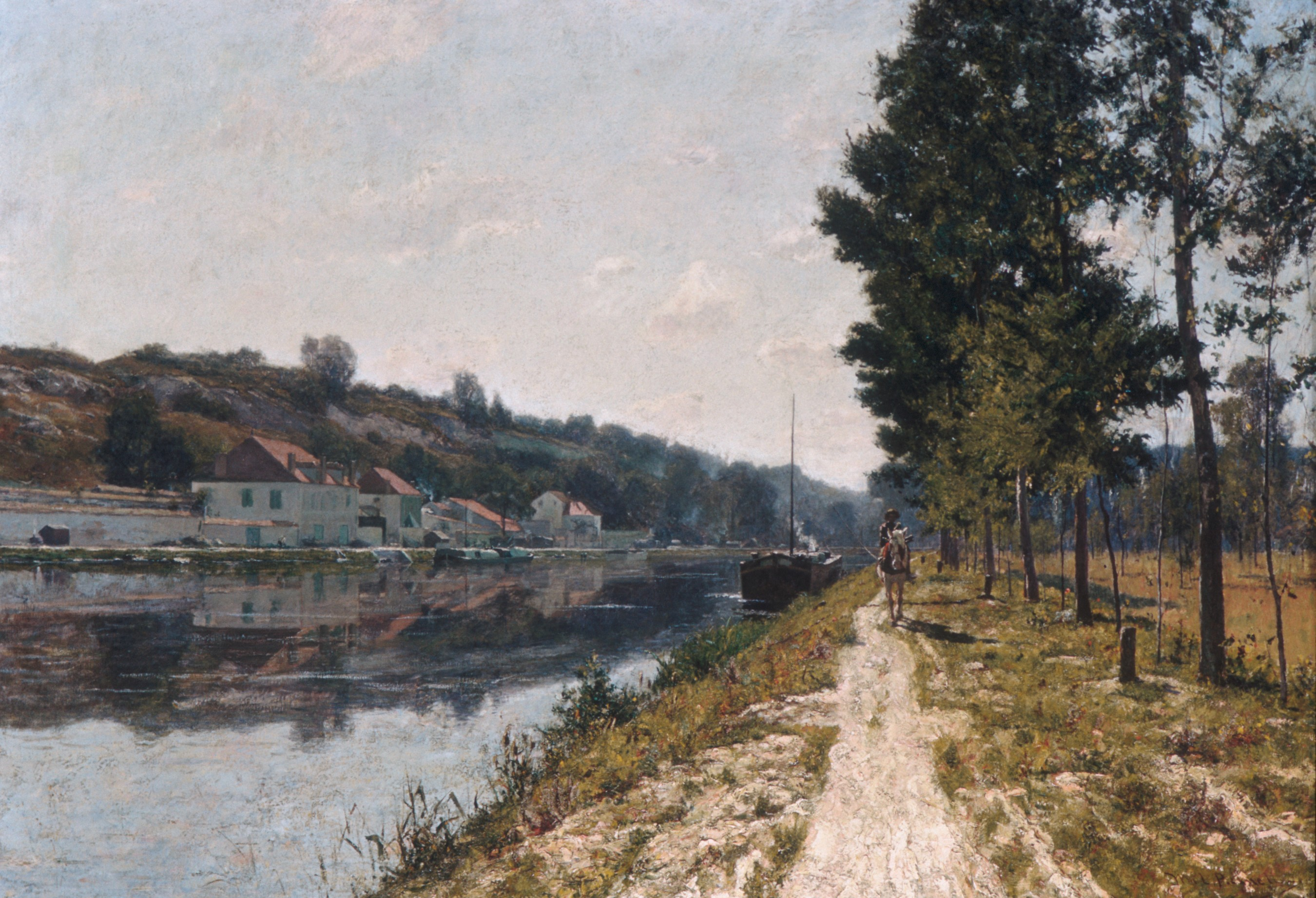
William Lamb Picknell : Rives du Loing (entre 1894 et 1897).
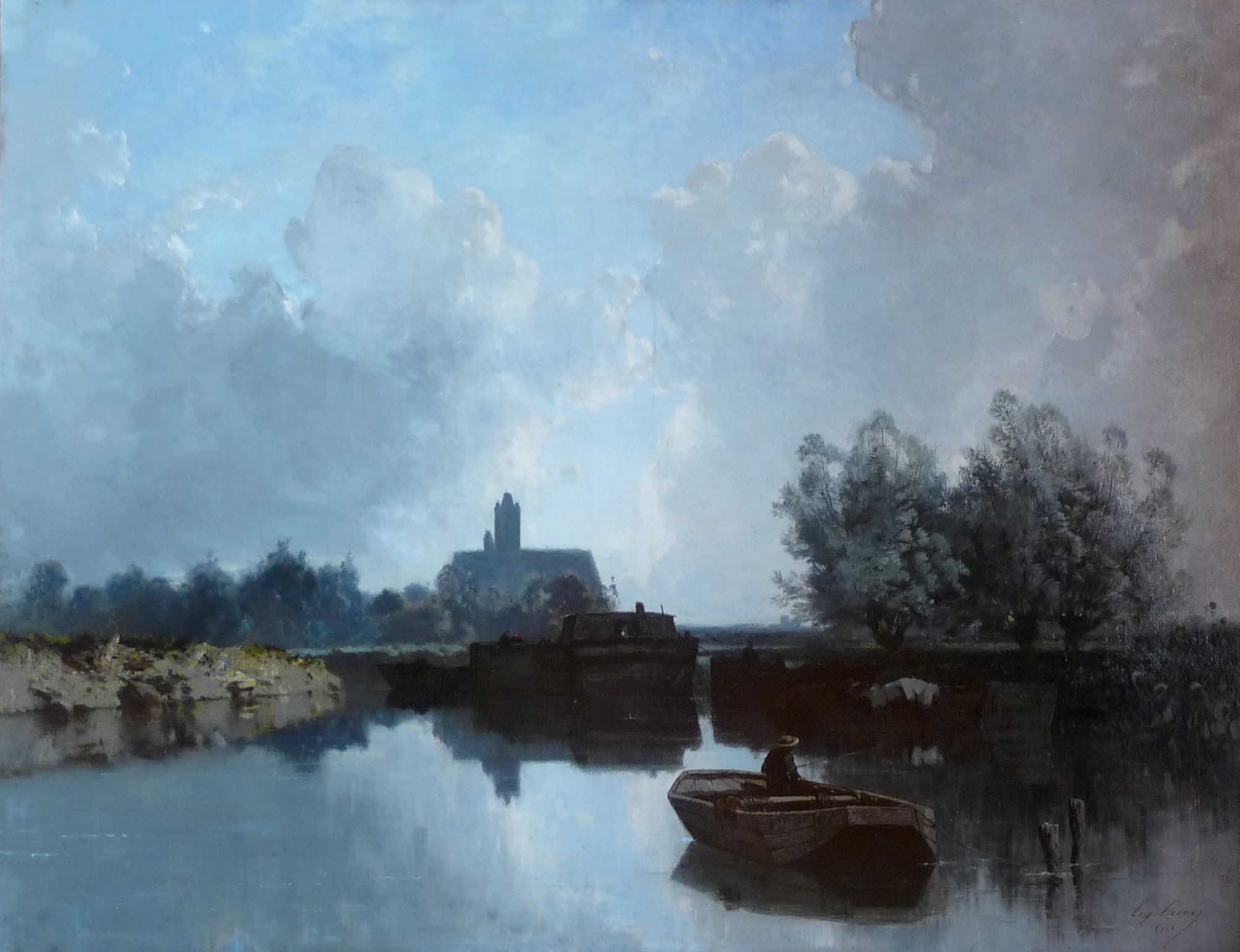
Eugène Cicéri : Au bord du Loing.
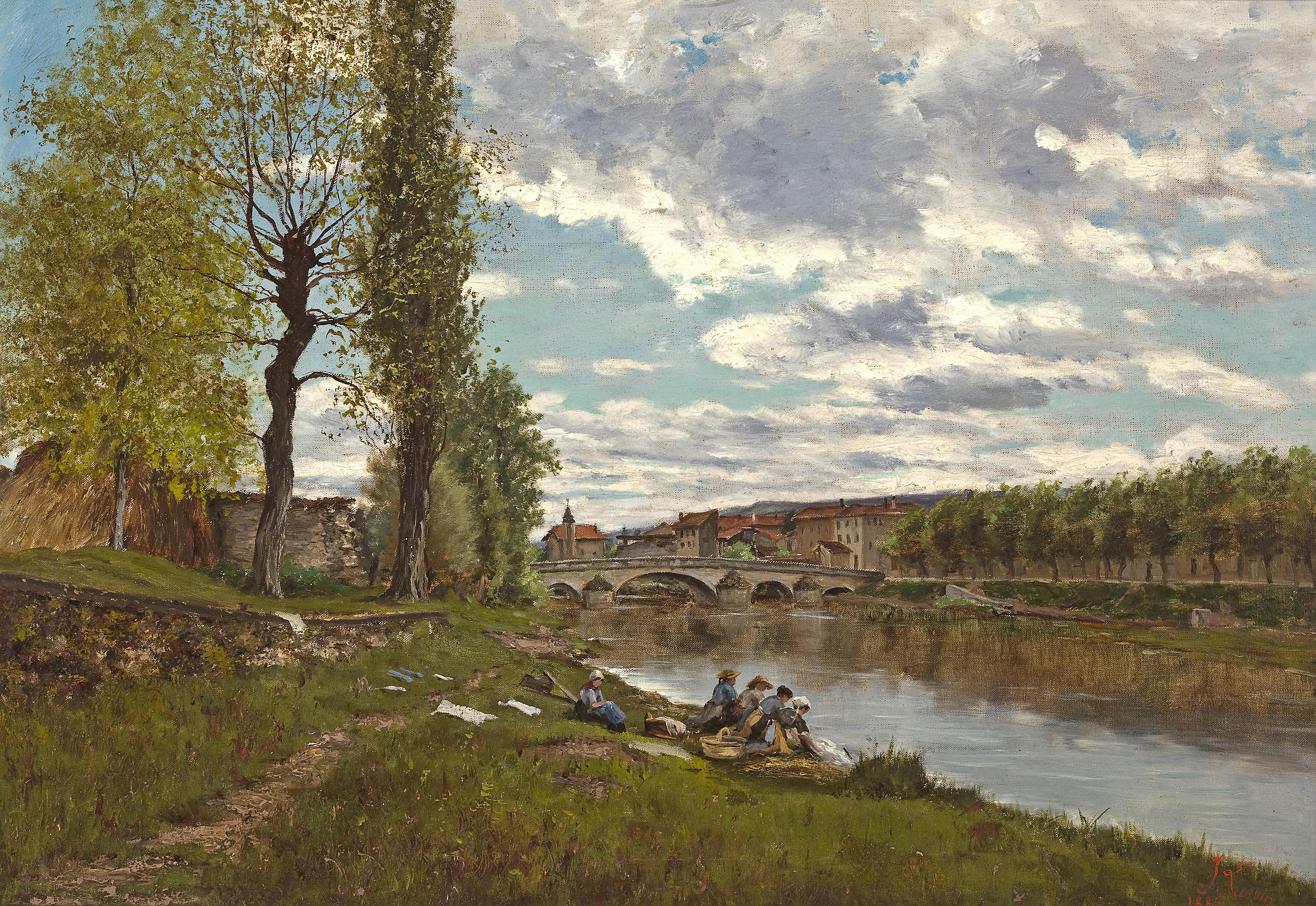
Eugène Galien-Laloue : Lavandières au bord du Loing.